# Edward José
Edward José (c. 1880 – 18 de dezembro de 1930) foi um e ator e diretor belga da era do cinema mudo. Nascido na Antuérpia, Bélgica, ele dirigiu 42 filmes, entre 1915 e 1925. Também atuou como ator em 12 filmes, entre 1910 e 1916.

## Filmografia selecionada

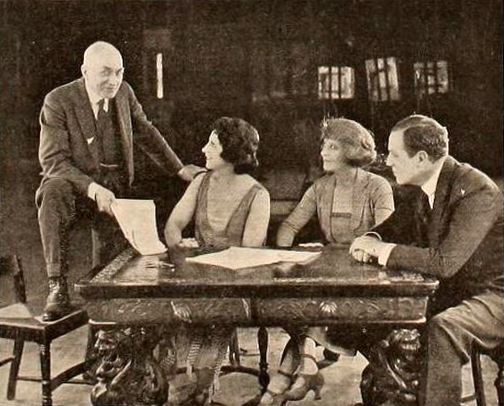
The Riddle: Woman (1920)

- The Stain (1914)
- The Perils of Pauline (1914)
- A Fool There Was (1915)
- The Beloved Vagabond (1915)
- Anna Karenina (1915)
- The Iron Claw (1916)
- Ashes of Embers (1916)
- Pearl of the Army (1916)
- Mayblossom (1917)
- The Isle of Conquest (1919)
- The Inner Chamber (1921)
- The Man from Downing Street (1922)